# Приват24
«Приват24» — самый популярный на Украине интернет-банкинг. Работает с 26 марта 2001 года и принадлежит ПриватБанку.
Система предназначена для дистанционного управления банковскими счетами ПриватБанка и других банков в режиме реального времени. Регистрация в сервисе обязательна.
Доступ к системе может быть осуществлен как через Web-версию, так и через мобильные приложения для операционных систем Android и iOS.
Доступ к «Приват24» через Web-версию осуществляется телефонным звонком от банка или посредством одноразовых динамических паролей, отправленных пользователю через SMS. Вход в мобильную версию доступен как по вводу обычного пароля, так и с помощью технологий биометрической проверки подлинности: по отпечатку пальца или через распознавание лица (Face ID).

## Возможности системы
Интернет-банкинг «Приват24» предоставляет клиентам ПриватБанка возможность удобно и легко пользоваться множеством услуг без обращения в отделение банка:
Приват24 сочетает в себе как привычные клиентам банковские услуги, так и целую экосистему разнообразных сервисов и услуг, которые выходят далеко за рамки банковских продуктов (рестораны, шоппинг, путешествия, здоровье, театр, музыка, кино):
- приобретение билетов на авиа-, автобусные и железнодорожные перевозки;
- приобретение билетов на концерты, в кино и на театральные представления;
- оформление договоров страхования: ОСГПО, туристическое, на недвижимость и т.п.;
- пополнение виртуальных кошельков игровых сервисов: Steam, Xsolla, World of Tanks;
- подарочные сертификаты различных торговых сетей и скидки на оплаты в Интернете за платежи в системе «Приват24»;
- добавление и открытие учетных карт розничных торговых сетей;
- оформление подписки на музыкальный сервис Apple Music с дополнительными акциями для клиентов банка.

## История развития
Запуск системы «Приват24» состоялся 26 марта 2001 года.
Для входа в систему и для подтверждения финансовых операций стали использоваться одноразовые динамические SMS-пароли. ПриватБанк стал одним из самых первых финансовых учреждений в мире, начавших использовать данную технологию.
В 2003 году в «Приват24» были добавлены две важные функции:
- во-первых, возможность осуществления P2P-переводов на карту любого банка мира. Клиенту ПриватБанка достаточно указать номер карточки получателя при создании платежа и отправить средства;
- во-вторых, клиенты получили возможность оформить интернет-карту — международную виртуальную банковскую карту для оплаты за товаров и услуг в интернет-магазинах. Открытие карты стало доступно в «Приват24», начиная с 16-летнего возраста.

В 2010 году была выпущена первая версия мобильного приложения «Приват24» для загрузки на смартфоны с поддержкой операционных систем iOS и Android.
В 2015 году начал работу сервис «Чугайстер» — программа лояльности для пользователей «Приват24» и LiqPay. При оплате товаров и услуг в интернет-магазинах или при осуществлении платежей через Приват24 клиенты получают бесплатные ваучеры или скидки на услуги и продукцию ведущих украинских и мировых компаний. За первые четыре месяца работы сервис раздал 1,2 млн промокодов.
В июле 2018 года началось тестирование веб-версии обновленного дизайна «Приват24» NEXT. Доступ стал доступным, любой пользователь мог ознакомиться с обновлённым интерфейсом системы.
17 мая 2018 года состоялся официальный запуск популярной мобильной платежной системы Apple Pay на территории Украины. ПриватБанк стал первым украинским банком, чьи карты в сочетании с устройствами на операционной системе iOS можно использовать для оплаты покупок по технологии NFC. Добавить карту в электронный кошелек Apple Pay клиенты могут через мобильное приложение «Приват24».
В октябре 2018 года аналогичная возможность появилась для владельцев мобильных девайсов на операционной системе Android. Чтобы производить бесконтактные оплаты с помощью платежного мобильного сервиса Google Pay, клиенту нужно добавить свою карту в электронный кошелек Google Pay, используя приложение «Приват24».
В мае 2019 года для клиентов ПриватБанка появилась возможность устанавливать через систему «Приват24» оригинальные виртуальные обложки (digital скины) для своих карт в Apple Pay и Google Pay. ПриватБанк при поддержке платежной системы MasterCard первым в мире основал этот функционал. Потом к этому присоединилась и Visa. Также в мае 2019 года Приватбанк запустил бота для заказа больших сумм наличных денег, которые можно будет забрать в удобном для себя отделении. Бот начал работать в мобильном приложении Приват24 и интернет-банкинге Приват24.
В том же месяце началось открытое бета-тестирование обновленного мобильного приложения «Приват24». Для того чтобы присоединиться к участию в тестировании, клиентам нужно было заполнить специальную форму на официальном сайте ПриватБанка, а затем получить на электронную почту письмо с URL-ссылкой на загрузку мобильного приложения. За весь период тестирования в нем участвовало около 250 000 клиентов, оставив 20 000 отзывов.
12 сентября 2019 года официально была представлена финальная версия обновленного приложения «Приват24». В тот же день приложение стало доступным для загрузки из App Store и Google Play.
В тот же день был анонсирован FacePay — новая технология биометрической оплаты по лицу. Это общий проект ПриватБанка и Visa. Запуск FacePay стал возможным благодаря интеграции современных методов оплаты Visa и технологии автоматического распознавания лиц Amazon Rekognition с обновлённой платформой мобильного банкинга «Приват24».

## Обновлённая версия «Приват24»
В обновлённом в 2019 году приложении «Приват24» существенные изменения претерпели дизайн и функционал.
- Изменён главный экран. Карты отображаются в виде «карусели», переключение между ними происходит с помощью свайпов. На нижнюю панель выведены услуги, которыми пользуются чаще всего.
- Меню «Гаманець» (рус. Кошелёк). Через это меню клиент: видит список своих карт;  может изменять очередь их отображения на стартовом экране;  имеет возможность добавлять карты других банков для их использования в приложении.
- Расширенные возможности настроек дизайна, безопасности и коммуникаций. Клиент может выбрать собственноручно цветовую тему (светлая или тёмная), настроить способ авторизации входа в приложение (с авторизацией по отпечатку пальца/сканирование лица или без авторизации вообще) и изменять способ информирования о совершённых операциях с карточек.
- Изменение виртуального дизайна карты. В «Приват24» функционирует особый сервис, позволяющий изменить изображение платёжной карты, добавленной в цифровые кошельки Apple Pay или Google Pay, на тематические оригинальные дизайны.
- Подробная выписка по счетам. Кроме просмотра движения средств по карточкам, в версии для iOS доступна вкладка «Аналитика», позволяющая увидеть структуру доходов и расходов за определённый период времени.
- Меню «Бизнес». Если клиент имеет открытые в ПриватБанке счета ФЛП, то в «Приват24» он может увидеть реквизиты, движение средств по счетам предпринимателя и состояние созданных и отправленных из приложения «Приват24 Бизнес» платежей.

Одной из главных особенностей обновленного дизайна Приват24 является возможность для пользователей делать банковские операции без авторизации в системе. На данный момент без наличия регистрации в обновленном «Приват24» можно проводить с карты любого банка мира следующие операции:
- проведение платежей на карту VISA / MasterCard любого банка мира;
- пополнение мобильной связи;
- оплата коммунальных платежей.

Еще одной отличительной чертой нового приложения является биометрическая технология FacePay, позволяющая платить в розничных торговых точках с помощью своего лица. Пользователь Приват24 делает три селфи, загружает их в приложение и привязывает свою банковскую карту для осуществления оплат. При оплате в торговой точке клиенту нужно посмотреть фронтальную камеру специально оборудованного POS-терминала и нажать кнопку «Оплатить». В зависимости от магазина оплата будет подтверждаться одним из следующих способов:
- вводом PIN-кода карты;
- по нажатию на push-сообщение, поступившее в приложение «Приват24»;
- сразу после фотосъемки через экран терминала.

Для установки приложения «Приват24» устройство должно поддерживать следующие версии мобильных операционных систем:
- Android: требуется версия 4.1 или выше;
- iOS: требуется версия 12.0 или выше.

## Популярность
Сейчас зарегистрировано 12 млн пользователей мобильного приложения «Приват24», среди которых:
- 80 % — на ОС Android
- 20 % — на iOS

Удобство пользования интернет-банкингом «Приват24» по сей день отличается вручением разных премий.
| Год  | Премии и награды |
| ---- | --- |
| 2010 | AWARDS Internet UA 2010: Интернет-платежи / Лучший интернет банк для физических лиц B2C |
| 2015 | Издание Kyiv Post: Лучшее украинское мобильное приложение |
| 2016 | PSM Awards 2016: Лучший интернет-банкинг в Украине |
| 2017 | PSM Awards 2017: Лучший интернет-банкинг в Украине / Лучший клиентский сервис в банке |
| 2018 | FinAwards 2018: Лучший интернет-банкинг PSM Awards 2018: Лучший интернет-банкинг в Украине Ukrainian E-Commerce Awards 2018: Лучшее мобильное приложение / Лучший финансовый продукт для E-commerce Национальный рейтинг «50 ведущих банков» от FinClub: Лучший Интернет-банкинг |
| 2019 | FinAwards 2019: Лучший интернет-банкинг PSM Awards 2019: Лучший сервис по перечислению денег с карточки на карточку / Лучший интернет-банкинг в Украине Украинская народная премия: Интернет-банкинг 2019 года                                                                   |
| 2020 | FinAwards 2020: Лучший интернет-банкинг Украинская народная премия: Интернет-банкинг 2020 года Global Finance World's Best Digital Banks 2020: Лучший украинский цифровой банк                                                                                                   |